# Altero Matteoli
Altero Matteoli (Cecina, nabij Livorno, 8 september 1940 -  Capalbio, 18 december 2017) was een  Italiaans politicus. Hij diende onder andere als minister van Milieu, Land en Zee und minister van Infrastructuur en Transport van Italië in het vierde Kabinet-Berlusconi.

## Studie en carrière
Matteoli, afgestudeerd boekhouder en eigenaar van een bedrijf, begon zijn politieke loopbaan in 1970, toen hij gemeentelijk adviseur werd in Castelnuovo di Garfagnana. In 1983 nam hij namens de rechtse partij MSI-DN, de voorloper van de Alleanza Nazionale, plaats in de Italiaanse Kamer, een functie waarin hij in 1987, 1992, 1994 en 1996 herkozen werd. Hij nam in die periode onder meer plaats in de parlementaire commissie die onderzoek deed naar de geheime lobbygroep P2, een groep waar onder anderen ook Silvio Berlusconi deel van uitmaakte. In 1994 wilde Berlusconi hem als minister van Milieu, een positie die hij uiteindelijk ging bekleden en weer zou vervullen in het tweede kabinet van Berlusconi.
Aan het einde van de algemene verkiezingen in 2006 won hij een zetel in de Senaat en werd hij aangesteld als hoofd van de groep van Alleanza Nazionale.
Hij werd gekozen tot burgemeester van Orbetello op 29 mei 2006, waar hij tot 2011 bleef.
Van 8 mei 2008 tot 16 november 2011 was hij minister voor Infrastructuur en Transport in het vierde Kabinet-Berlusconi.
Bij de politieke verkiezingen van 24 februari 2013 werd Mattioli herkozen als senator voor Il Popolo della Libertà. Op 16 november 2013, met de opschorting van de activiteiten van de Popolo della Libertà, trad hij toe tot Forza Italia. Op 24 maart 2014 werd hij lid van het Presidium van Forza Italia met de functie van Hoofd van electorale allianties.
Matteoli stierf bij een auto-ongeluk, dat plaatsvond op de Aurelia-snelweg in Capalbio, op 18 december 2017 op 77-jarige leeftijd.

## Privéleven
Matteoli was getrouwd en hij had twee kinderen.